# Cosme Soler
Cosme Soler, àlies Tarragó (la Baronia de Rialb, 1565) fou un curandero, herborista i bruixot convers investigat per la Inquisició de la Corona d'Aragó durant la primera meitat del segle XVII. Fou el caçador de bruixes més famós de l'època a Catalunya.

## Biografia
Era conegut com a Tarragó perquè provenia del mas Soler de Tarragona, situat dins el terme municipal de la Baronia de Rialb, a l’actual comarca de la Noguera.
A diferència del que s'esdevingué des de 1614 en diverses regions de la Corona de Castella, l’actuació de la Inquisició en territori català va ser, a l’inici, vacil·lant. Les primeres causes contra dos saludadors o endevinaires, que en diverses localitats havien denunciat unes suposades bruixes, van tenir uns resultats contradictoris. El primer va ser Cosme Soler, que va ser detingut per la Inquisició el 20 de maig de 1617. Fins aleshores ja havia exercit de descobridor de bruixes en diversos pobles, on havia fet penjar més de mitja dotzena de dones.
La detenció arribà a través d'una denúncia del bisbe de Solsona i a l’audiència del tribunal, al qual va comparèixer en dues sessions, va confessar que aleshores feia un any que practicava l’operació de fregar l'esquena de les acusades de bruixeria amb aigua beneita per descobrir la marca que els feia el diable quan es feien bruixes i súbdites seves i que, segons ell, era com un peu de gall.
Va confessar que ho havia fet a la localitat de Castelló de Farfanya a set dones acusades de ser bruixes, tres de les quals havien estat penjades; a Montclar d'Urgell, on havien penjat dues dones; a Torregrossa, on n’havia examinat quatre o cinc i només en va trobar dues que fossin bruixes, i finalment a Bellpuig, on n’havia examinat tres i havia descobert la marca en dues, una de les quals ja havia estat penjada. Fins i tot, va confessar que l'únic cop que havia sortit de Catalunya havia passat després de ser cridat pel senyor de Favara, a la Matarranya, on va examinar vuit dones i va trobar que quatre eren bruixes, que posteriorment foren tres penjades. No obstant això, poc més de dotze dies després d’haver estat detingut, el 2 de juny, el van alliberar de la presó i el van deixar anar amb l’advertència que, si ho tornava a fer, seria castigat amb tot el rigor.
Dissortadament, Tarragó no va fer cas de l’advertència, car a l’inici de l’octubre de 1618 va actuar amb nom, cognom i renom en el procés contra les bruixes del Lluçanès, perquè va continuar amb les seves persecucions en localitats com Sant Feliu Sasserra. Al mateix mes fou reclamat a Sallent perquè examinés unes dones acusades de bruixeria i per la mateixa època va actuar a Manresa i a Santpedor, el 24 de novembre el Consell d'Igualada va prendre l’acord de cridar-lo per tal que descobrís les bruixes de la vila i, finalment, pel gener de 1620 ell o un èmul seu, puix que el procés n’esmenta el nom, va iniciar una persecució de bruixes a L'Esquirol del Cabrerès; es va passejar pels carrers del lloc amb el batlle a fi de descobrir les bruixes que deia que havia vist en una capella propera a la població, feina per la qual va rebre del batlle quatre rals.
Va ser responsable indirecte de centenars d'execucions de dones a la Catalunya Central i d'arreu del país, lucrant-se amb cadascuna de les condemnes que aconseguia.